# Ringe von Tivla

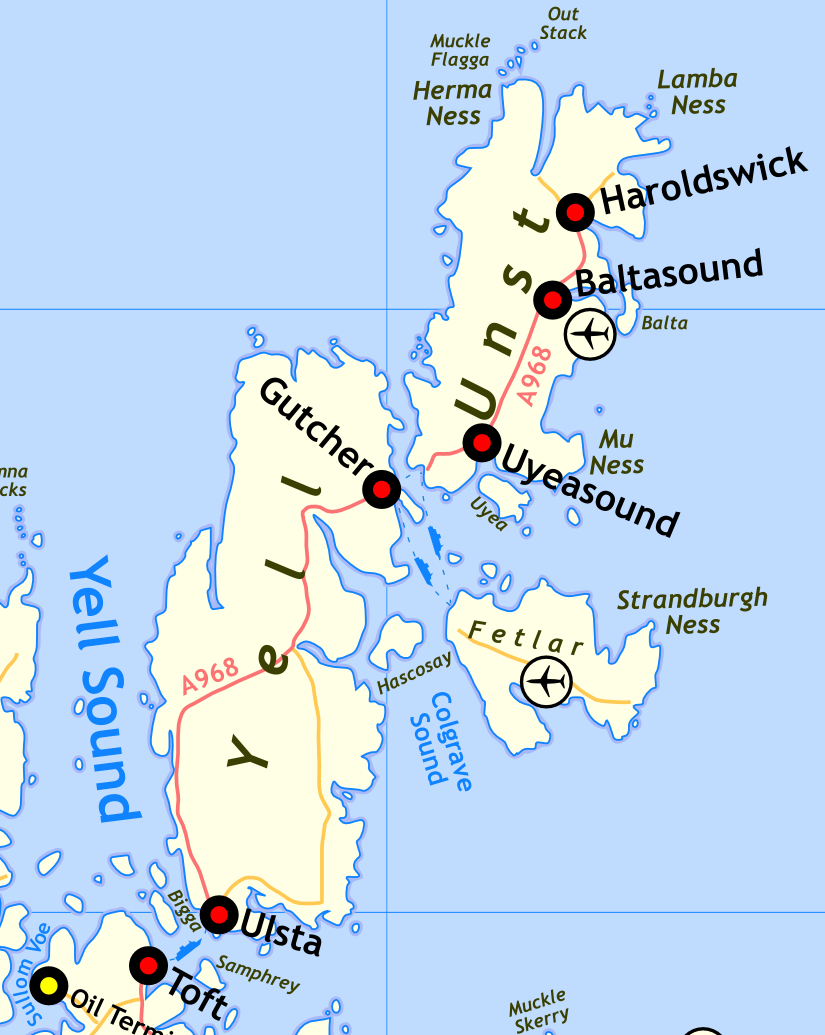
Tivla in der Nähe von Baltasound

Die Ringe von Tivla (englisch Rounds of Tivla) liegen auf Unst, der nördlichsten der schottischen Shetlandinseln. Sie gehören zu den vermutlich bronzezeitlichen Brandgräbern von Crussa Field und sind seit 1961 Scheduled Monumente. 
An einem Hang beim Weiler Crussafield, in der Nähe von Baltasound befinden sich drei Anlagen, von denen nur noch eine ihre frühere Form hat. Drei niedrige konzentrische Wälle, mit zwei flachen Gräben dazwischen, umgeben ein Steinpflaster von etwa zwölf Metern Durchmesser. Die Ringe selbst haben 27, 36 und knapp 48 m Durchmesser. Die beiden zerstörten Ringe hatten anscheinend einen ähnlichen inneren Aufbau. Oberhalb dieser Gruppe von Ringen liegen drei runde Grabhügel, von denen einer eine Steinkiste enthält.

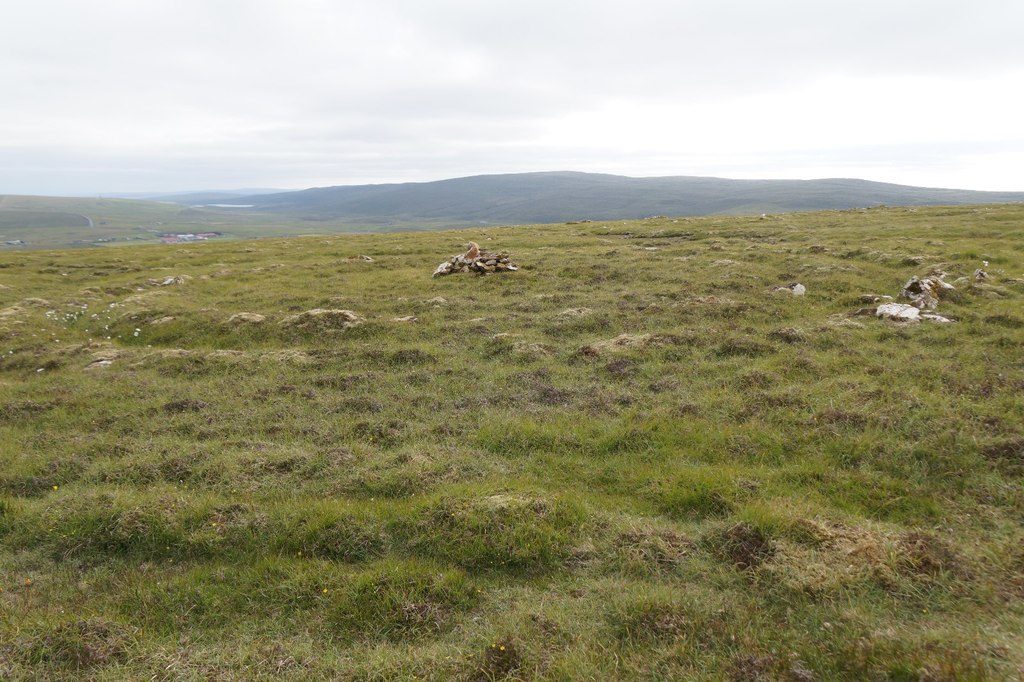
Ringe von Tivla

Ähnliche Anlagen finden sich bei den Hjaltadans auf Fetlar.